# یوسف واخال

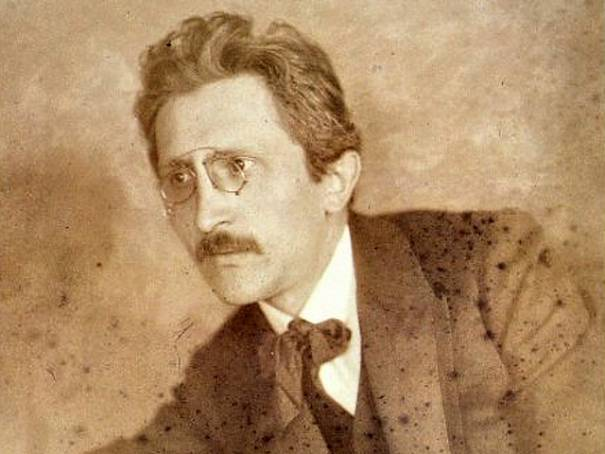
یوزف واخال.

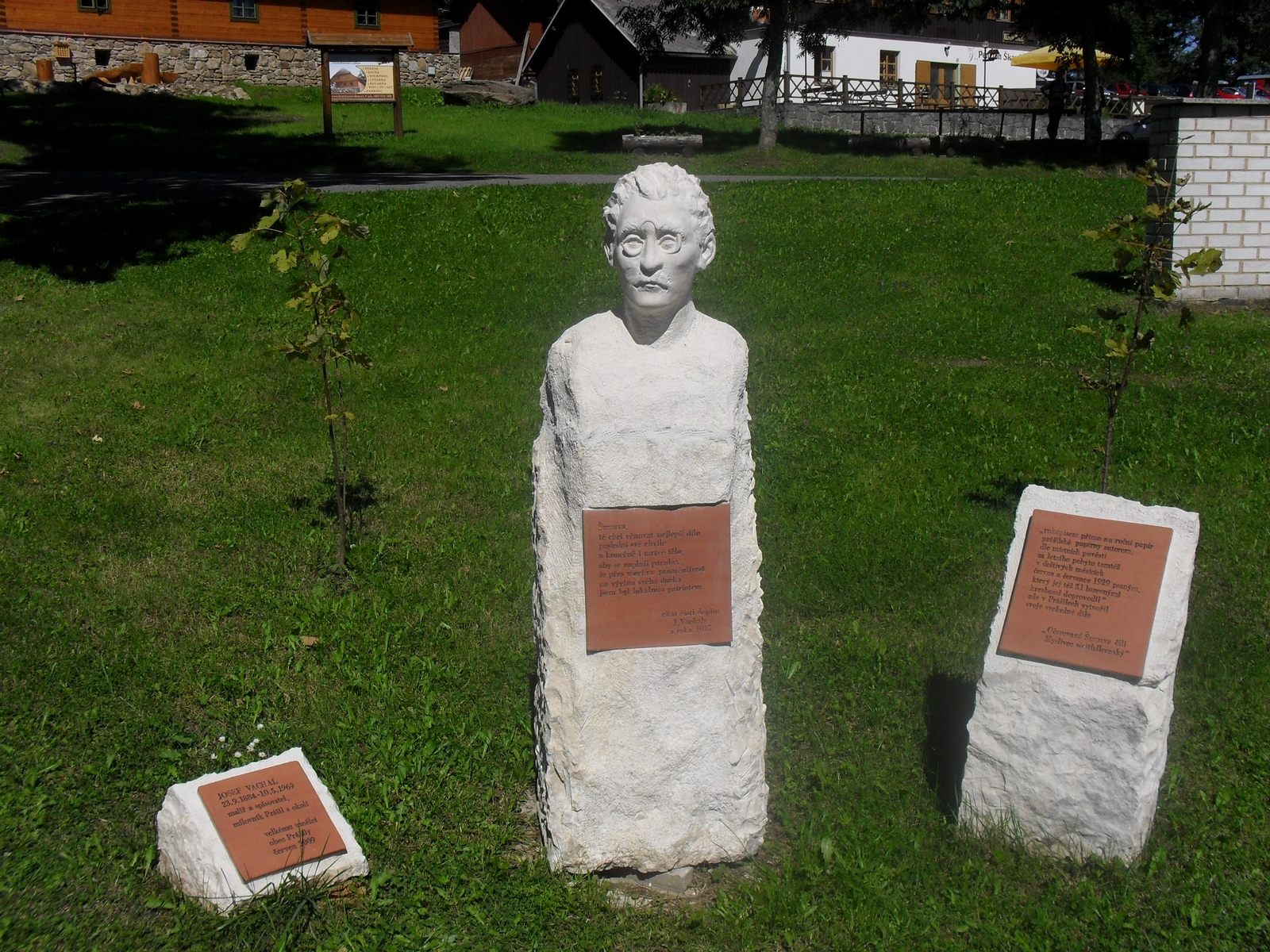
یادبود یوسف واخال در پراشیلی

یوسف واخال (Josef Váchal) (۲۳ سپتامبر ۱۸۸۴ در میلاوچه در نزدیکی دوماژلیتسه – ۱۰ مه ۱۹۶۹ در استودنیانی) نویسنده، نقاش و چاپگر کتاب اهل چک بود.
واخال پسر یوزف آلش-لیژک و آنا واخالووا بود - والدینش هرگز ازدواج نکردند. او توسط پدربزرگ و مادربزرگش، یان آلش و یانا آلشووا، در شهر پیسک در جنوب بوهم بزرگ شد، جایی که وارد مدرسه آموزش دستور زبان شد اما آن را پیش از موعد ترک کرد. در سال ۱۸۹۸ واخال به پراگ نقل مکان کرد و در آنجا رشته صحافی را آموخت و با پسر عموی پدرش، میکولاس آلش نقاش، دوست شد. او در آن دوران تحت تأثیر هنر نو بود.
واخال در سال ۱۹۰۰ اولین اشعار خود را نوشت، در سال ۱۹۰۳ به انجمن تئوسوفی پراگ پیوست، در سال ۱۹۰۴ وارد مدرسه نگارگری شد و بعداً به یک نقاش و طراح گرافیک معتبر تبدیل شد. واخال در سال ۱۹۱۰ دو کتاب اول خود را منتشر کرد. بین ژانویه ۱۹۱۲ و ژانویه ۱۹۱۳ او دوستی کوتاه اما تنگاتنگی با نویسنده عرفانی کاتولیک یاکوب دمل داشت. در مارس ۱۹۱۳، واخال با ماشا پسولووا ازدواج کرد و دوستی واخال با مجموعه‌داری به نام جی. پورتمان آغاز شد. خانه پورتمان با نام «پورتمونئوم» (Portmoneum) اکنون موزه آثار واخال در شهر لیتومیشل جمهوری چک است.
واخال از سال ۱۹۱۶ تا ۱۹۱۸ به عنوان سرباز در جبهه ایتالیا خدمت کرد. در طول سال ۱۹۴۰، با ابراز مقاومت در برابر اشغال چکسلواکی توسط نازی‌ها، از پراگ به روستای استودنیانی، بخشی از رادیم در شرق بوهم نقل مکان کرد. پس از انقلاب کمونیستی ۱۹۴۸ در چکسلواکی، او از نظر اجتماعی و فرهنگی منزوی‌تر شد و آثارش به ندرت در انظار عمومی دیده می‌شد. او در گمنامی در املاک خانوادگی شریک زندگی خود، آنا ماکووا، در استودنیانی زندگی می‌کرد. حتی با آمدن بهار پراگ در اواخر دهه ۱۹۶۰ وضعیت او تغییر قابل توجهی نکرد. با این حال، اندکی پیش از مرگش در سال ۱۹۶۹ عنوان دولتی هنرمند شایسته را دریافت کرد. او در رادیم به خاک سپرده شده‌است.

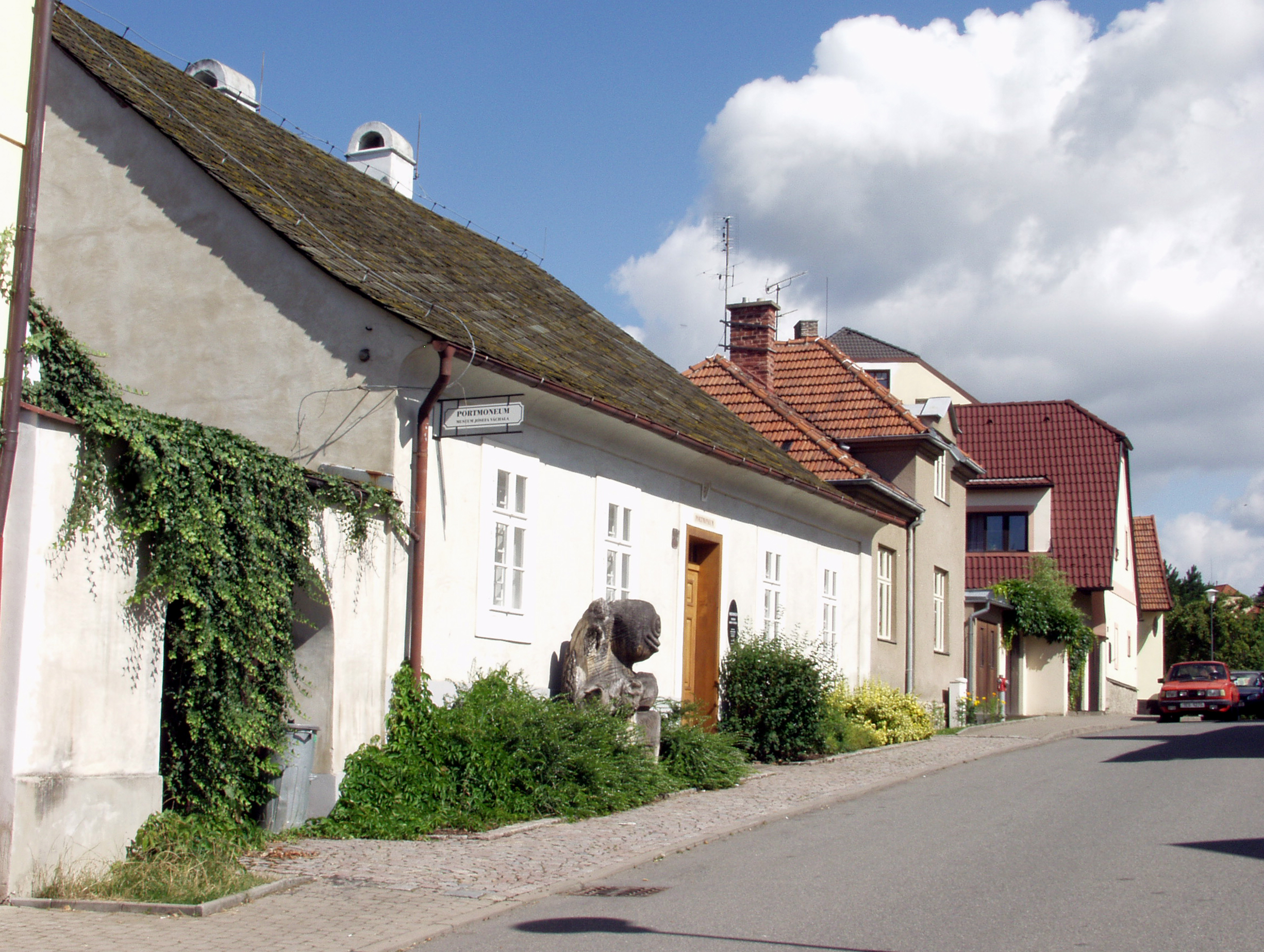
پورتمونئوم - موزه واخال در لیتومیشل

انتشارات پاسِکا از ناشر شخصیت پاسکا در رمان خونین واخال الهام گرفته‌است. پورتمونئوم، موزه واخال در لیتومیشل، توسط انتشارات پاسکا در اوایل دهه ۱۹۹۰ تأسیس شد.

## آثار اصلی
- Krvavý román ["رمان خونین"] منتشر شده در ۱۹۲۴
- Mor v Korcule [طاعون در Korcula] (منتشر شده ۱۹۲۷)
- Malíř na frontě. Soca Italie 1917-18 [نقاش در جنگ. سوکا و ایتالیا ۱۸-۱۹۱۷] (منتشر شده در سال ۱۹۲۹)
- Šumava umírající a romantická [گابرتا در حال مرگ و عاشقانه] (منتشر شده ۱۹۳۱، ۱۱ نسخه)
- Receptář barevného dřevorytu [کتاب حکاکی روی چوب رنگی] (منتشر شده در سال ۱۹۳۴) - کار نظری در مورد تکنیک‌های حکاکی روی چوب
- Nejnovejší legatio mortuorum [جدیدترین لگاتیو مورتوئوروم] (منتشر شده در سال ۱۹۳۶)
- Kázání ad calendas graecas [خطبه تبلیغات تقویم] (منتشر شده ۱۹۳۹، ۱۷ نسخه)
- Ďáblova odstředivka [خشک کن چرخشی شیطان] (منتشر شده ۱۹۴۱، ۱۰ نسخه)
- Čertova babička [مادبزرگ ایمپ] (نوشته شده ۱۹۴۰–۱۹۴۸)
- Moudrost Svobodného zednářství [حکمت فراماسونری] (نوشته شده در ۱۹۵۱)
- Robinson mohelnský [رابینسونِ موهلنو] (نوشته شده در ۱۹۵۵)
- Živant a umrlanti [مرد زنده (=واخال) و زامبی‌ها (=کمونیست‌ها) در این جهان] (نوشته شده در ۱۹۵۶)
- Čarodejnice z Holešovic neboli Vězeň v bolševickém hradě [جادوگر هولشوویتسه یا زندانی در قلعه بلشویک‌ها] (نوشته شده در ۱۹۵۹)
- Paměti [خاطرات] منتشر شده در ۱۹۹۴
- Deníky 1922-1964 [روزنوشت] منتشر شده در ۱۹۹۸

## نگارخانه

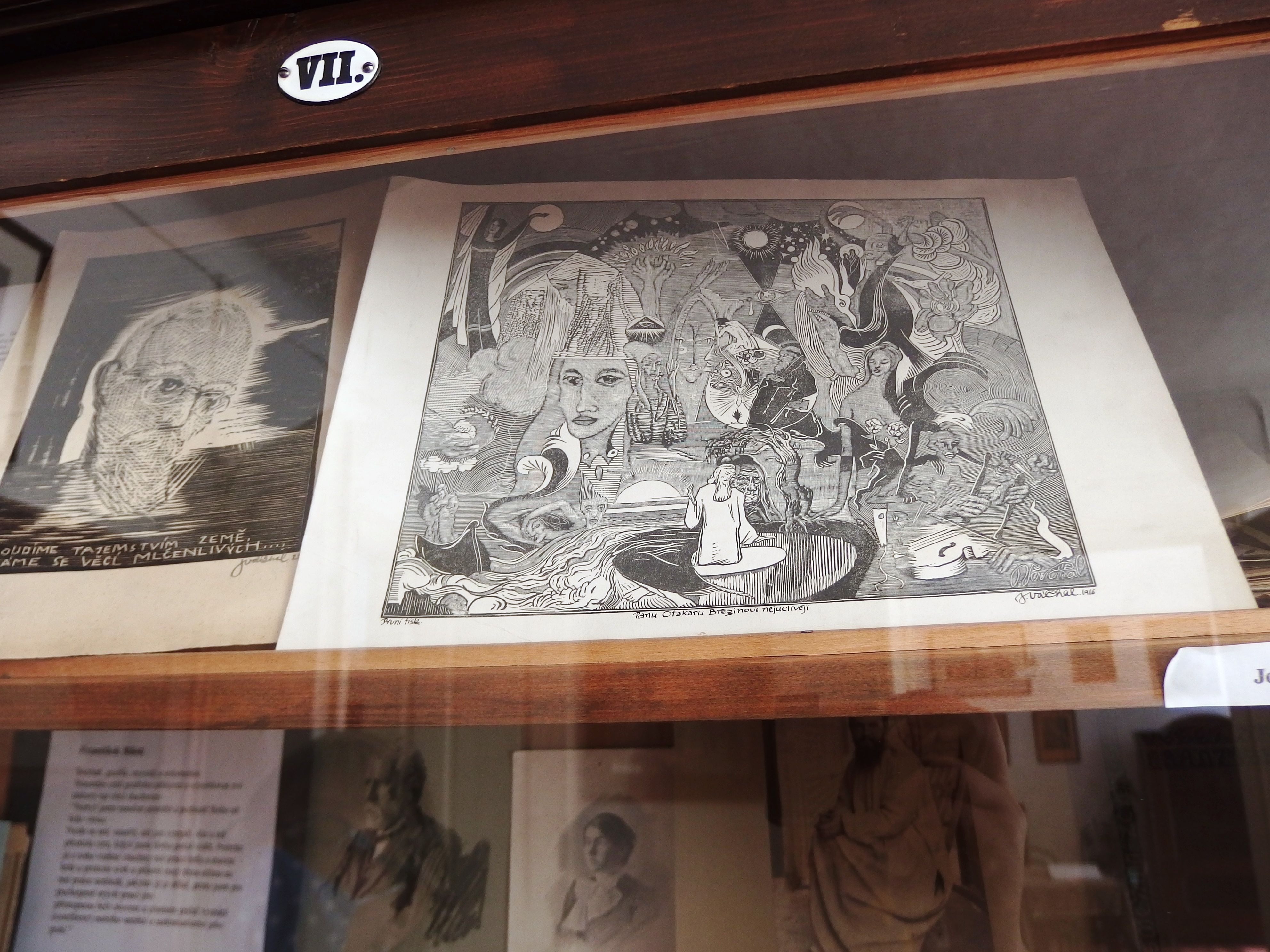
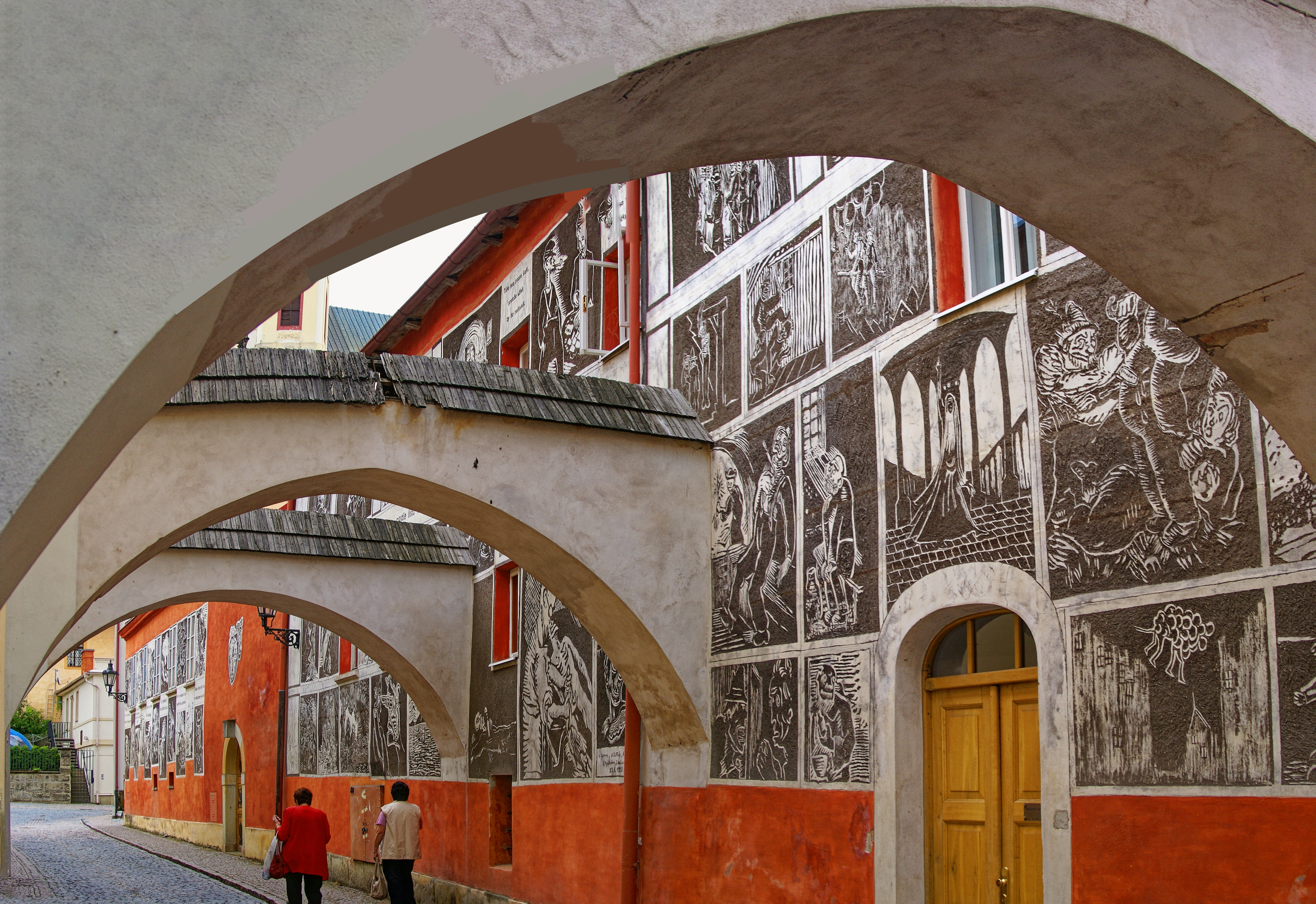
دیوارنگاره‌های یوسف واخال در لیتومیشل
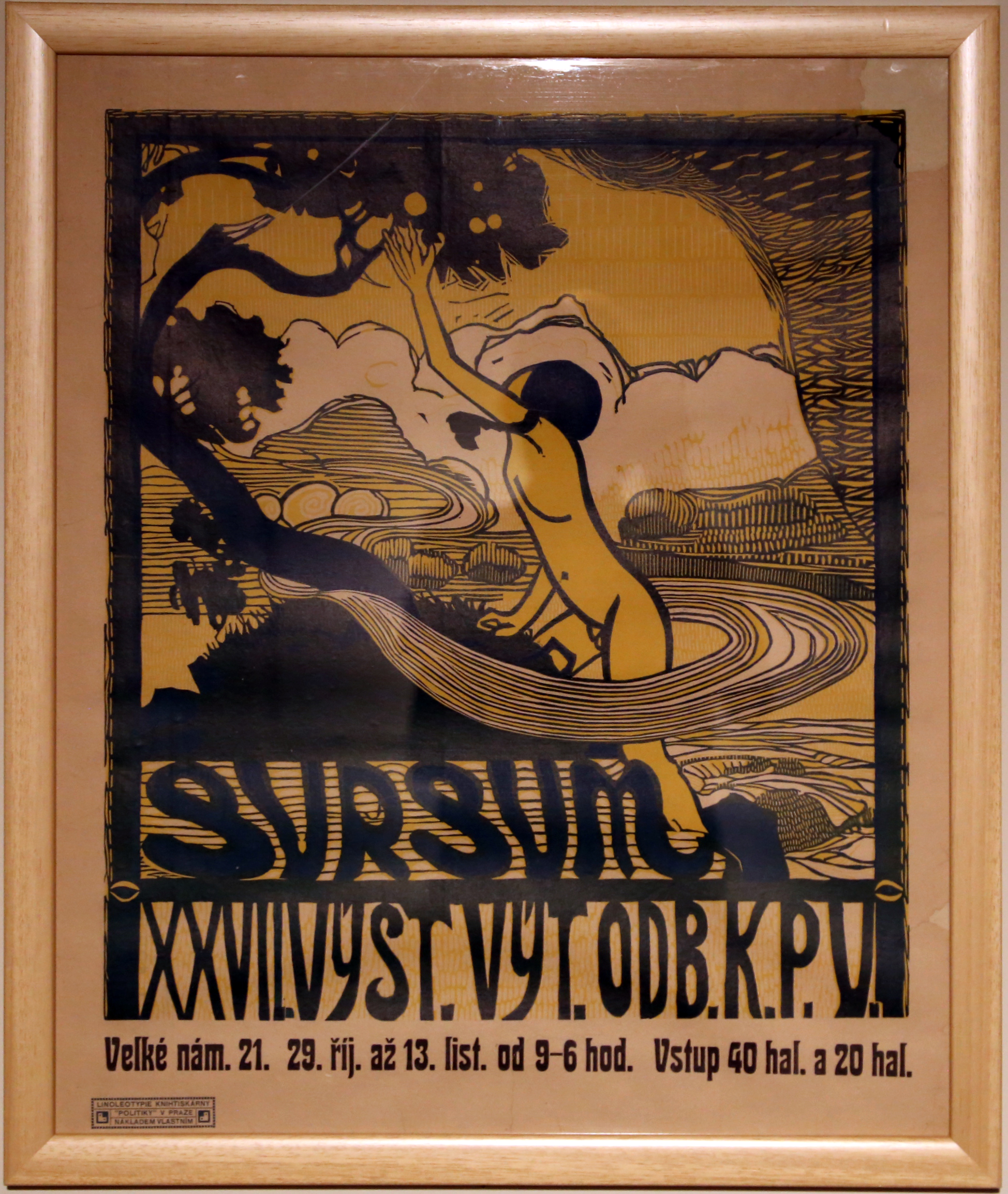
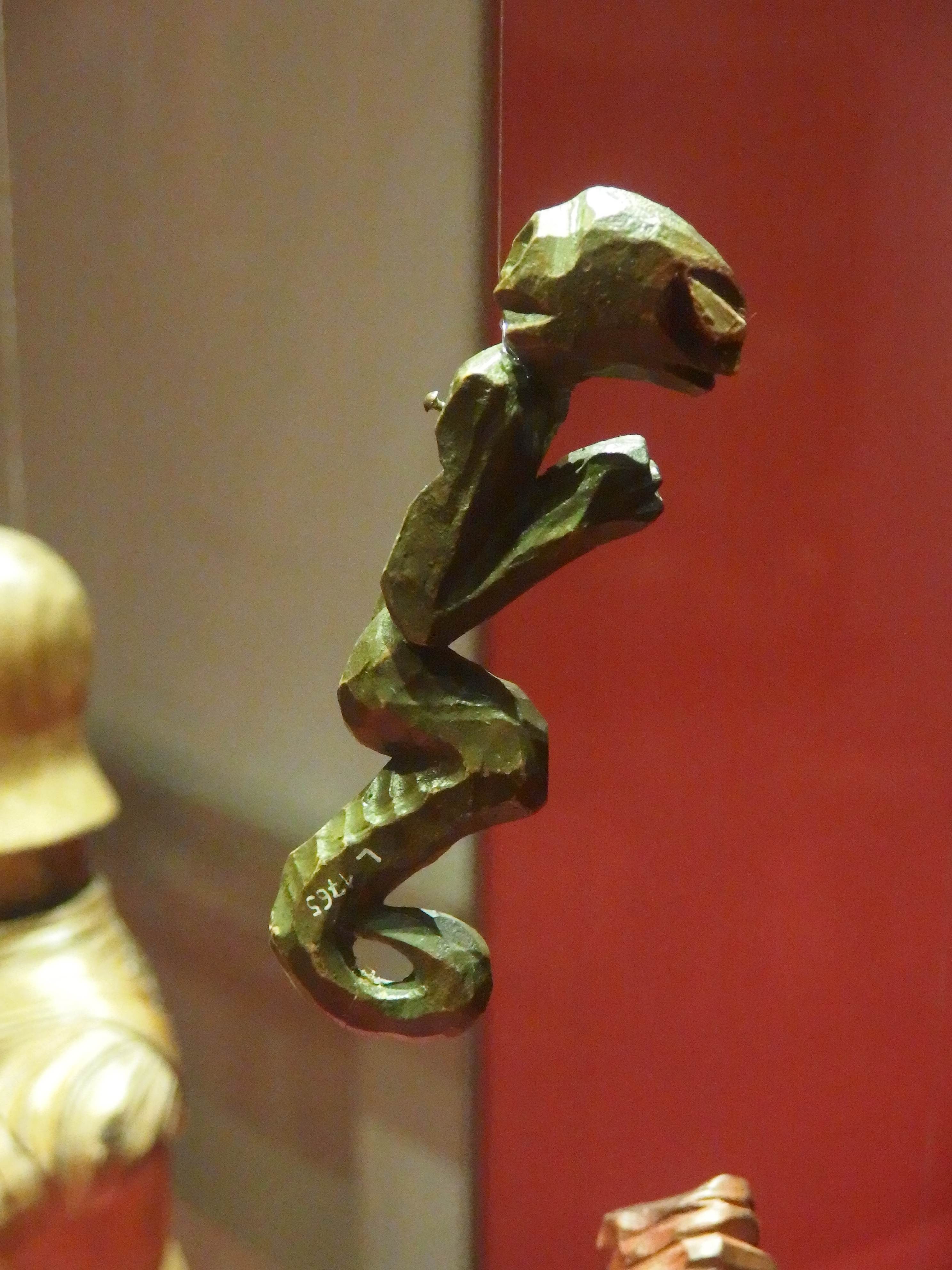